# Tordai városháza
A tordai városháza, eredetileg Torda-Aranyos vármegye megyeháza, műemlék épület Romániában, Kolozs megyében. A romániai műemlékek jegyzékében a CJ-II-m-B-07788 sorszámon szerepel.